# Woiwodschaft Łomża
Die Woiwodschaft Łomża war in den Jahren 1975 bis 1998 eine polnische Verwaltungseinheit, die im Zuge einer Verwaltungsreform in der heutigen Woiwodschaft Podlachien aufging. Hauptstadt war das namensgebende Łomża.
Bedeutende Städte waren (Einwohnerzahlen vom 30. Juni 2014):
- Łomża (62.716)
- Zambrów (22.381)
- Grajewo (22.176)